# Drachen von Laas
Drachen von Laas ist ein Computerspiel des deutschen Spieleentwicklers Attic Entertainment Software aus dem Jahr 1991. Das Textadventure mit Rollenspiel-Elementen erzählt die Abenteuer zweier Freunde in einer mittelalterlichen Fantasy-Welt.

## Handlung
In Drachen von Laas übernimmt der Spieler die Rollen zweier Jugendlicher, des Zauberlehrlings Aszhanti und des angehenden Schwertkämpfers Smirga, die gemeinsam aus der Enge ihres Heimatdorfes Hyllok im fiktiven, namensgebenden Land Laas ausbrechen wollen. Sie erfüllen zunächst Aufgaben für verschiedene Bewohner von Laas, wobei Fähigkeiten und Ruf der Protagonisten verbessert werden. Nachdem sich die beiden einen Namen gemacht haben, beauftragt sie König Dolmus von Laas mit dem Kampf gegen zwei Drachen: Einen im Süden des Landes hausenden Lindwurm und einen den Norden unsicher machenden Tatzelwurm.

## Spielprinzip und Technik
Drachen von Laas ist ein Textadventure. Das Spiel stellt die jeweilige Spielumgebung sowie das Geschehen in Textform dar, die Visualisierung obliegt größtenteils der Fantasie des Spielers. Das Spiel findet wie bei einem Pen-&-Paper-Rollenspiel zugweise statt. Der Spieler gibt einen Zug als Befehl in natürlicher Sprache ein, wobei er auf die Spielumgebung, computergesteuerte Spielfiguren („NPCs“) oder mit sich geführte Gegenstände („Inventar“) Bezug nimmt. Das Herzstück des Spiels, der Parser, wertet wie der Spielleiter bei einem Pen-&-Paper-Rollenspiel die Eingabe aus, modelliert gegebenenfalls die Spielwelt um, teilt dem Spieler in Textform mit, was sein Zug bewirkt hat. Auf diese Weise kann der Spieler die Spielwelt erforschen, Rätsel lösen und dadurch die Handlung vorantreiben, wobei durch das Lösen bestimmter Rätsel weitere Areale der Spielwelt freigeschaltet werden. Zusätzlich zum Text stellt das Spiel für die einzelnen Räumlichkeiten der Spielwelt handgezeichnete Bilder zur Verfügung. Der Parser des Spiels versteht etwa 2000 Wörter, was für ein Textadventure dieser Zeit recht viel ist und ungefähr der Qualität des Parsers des 1986 erschienenen Infocom-Adventures Trinity entspricht. Trinity musste allerdings mit einem Viertel des für Drachen von Laas benötigten Speichers auskommen, da es auch für den Heimcomputer Commodore 128 veröffentlicht werden sollte. Drachen von Laas verfügt über ein Tag- und Nachtsystem, die Zeit im Spiel vergeht jedoch, wie in fast allen Textadventures, nur durch Eingaben des Spielers.
Eine Besonderheit des Spiels ist die Steuerung von zwei Spielcharakteren, Aszhanti und Smirga. Einer der beiden ist jeweils der aktive Spielcharakter, der andere folgt ihm. Zwischen den beiden Charakteren kann im Spiel hin- und hergeschaltet werden. Im Gegensatz zu klassischen Textadventures, die sich auf die Narrative sowie auf das Lösen von Rätseln fokussieren, nehmen in Drachen von Laas Rollenspielelemente einen gewichtigen Anteil am Spielgeschehen ein. Die Hauptcharaktere verfügen über ein Levelsystem und Charakterattribute, und es gibt ein rollenspielartiges Kampfsystem mit physischen und magischen Attacken (das sich an The Bard’s Tale orientierte) sowie ein Währungssystem mit einer fiktiven Währung namens „Gerfs“. Wie bei klassischen Rollenspielen müssen die Spielcharaktere durch Kämpfe und verbesserte Ausrüstung aufgewertet werden, um stärkere Gegner besiegen zu können, was für den Endkampf gegen die beiden Drachen zwingend notwendig ist. Für die Lösung diverser Rätsel können die beiden Charaktere so zusammenarbeiten. In Kämpfen agieren beide Charaktere gleichzeitig. Ein weiteres in Textadventures eher selten verwendetes, in Rollenspielen aber übliches Spielelement ist die zufällige Positionierung von NPCs: Sowohl bekämpfbare Monster als auch Ausrüstungshändler bewegen sich autark durch die Spielwelt und können vom Spieler entsprechend nur per Zufall angetroffen werden. Die Aszhanti zur Verfügung stehenden fünf Zaubersprüche werden im Spiel nur als „Zauberspruch I“ bis „Zauberspruch IV“ referenziert. Welche Funktion sich hinter den einzelnen Sprüchen verbirgt, ist im dem Originalspiel beigelegten Handbuch dargestellt. Das Handbuch dient somit als Kopierschutz gegen Raubkopien.
Literarisch ungewöhnlich für ein Textadventure ist die Verwendung eines Ich-Erzählers für die Darstellung der Handlung. Die mittelalterlich anmutende Spielwelt ist zudem mit Details aus späteren Menschheitsepochen wie zum Beispiel Kaffee angefüllt, ein Setting, das der „Vater der modernen Interactive Fiction“ Graham Nelson in seinem 1995 erschienenen Essay The Craft of the Adventure als „Lazy Medieval“ bezeichnete. Die vorherrschende Rasse der Spielwelt sind die Menschen, denen auch die beiden Protagonisten angehören. Die Spielwelt wird von diversen klassischen Fantasy-Figuren wie Goblins, Ogern, Orks oder Trollen bevölkert. Diese Gegner passen sich dabei in ihrer Stärke der Erfahrung des Spielers an.
In technischer Hinsicht wurde die Mischung hochauflösender monochromer Texte und bunter Spielgrafik durch eine Ausnutzung des Rasterzeileninterrupts erzielt. Mittels einer darauf aufbauenden Technik konnte die Titelgrafik in wesentlich mehr Farben dargestellt werden, als die damalige Hardware standardmäßig ermöglichte.

## Entwicklungs- und Veröffentlichungsgeschichte

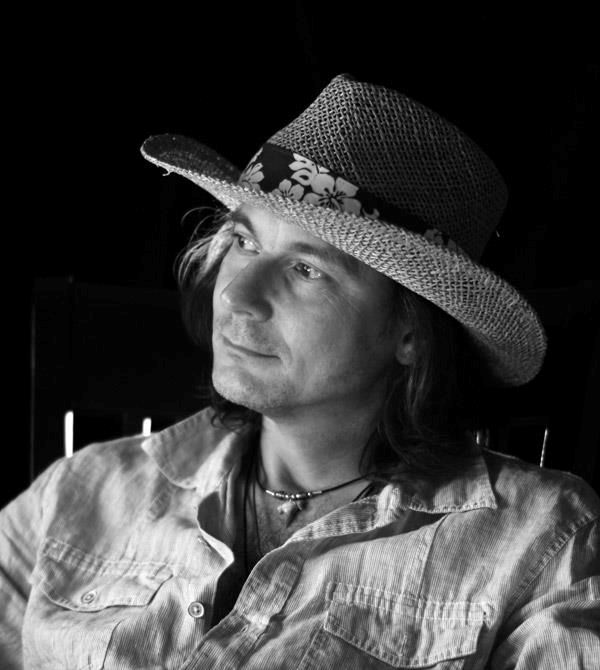
Guido Henkel (2012)

Drachen von Laas ist das dritte und letzte einer Reihe von deutschsprachigen Textadventures von Guido Henkel und Hans-Jürgen Brändle, die mit Hellowoon und Ooze begann. Die ersten beiden Spiele hatten die beiden unter dem Namen „Dragonware Games“ erstellt und über den Publisher Ariolasoft veröffentlicht. Henkel und Brändle waren große Fantasy-Fans, was den Rahmen für das Setting von Drachen von Laas lieferte. Die Entwicklung von Drachen von Laas begann bereits 1986. Die gemeinsame Begeisterung von Henkel und Brändle für Computer-Rollenspiele wie die Ultima-Reihe oder The Bard’s Tale führte zur Integration von Rollenspiel-Elementen. Henkel entwickelte zunächst Hilfsprogramme für die Erstellung des Spiels. Mit dem Fortschritt seines Studiums hatte Brändle mehr Freizeit und stieg nach und nach tiefer in die Entwicklung des Spiels ein. Die beiden Entwickler teilten die Spielwelt in Regionen ein, für die jeweils einer der beiden als Designer und Programmierer zuständig war.
Drachen von Laas sollte ursprünglich im Dezember 1988 über denselben Publisher erscheinen; Testmuster für die Printmedien waren verschickt, erste Reviews erschienen. Es kam aber zum Streit zwischen Entwicklungsstudio und Publisher. Entwickler Guido Henkel kritisierte unter anderem, dass die Verpackung und die Packungsbeilagen von Ooze die Qualität von unmittelbar konkurrierenden Firmen wie Infocom und Magnetic Scrolls deutlich unterschritten hatten, und forderte die kreative Kontrolle über sein Spiel. Ariolasoft wollte diese aber nur unter der Bedingung einräumen, dass Dragonware das gesamte finanzielle Risiko der Produktion trage, woraufhin die Verhandlungen seitens Dragonware abgebrochen wurden. Die Entwickler schlossen wenig später einen Vertrag mit dem Schweizer Publisher Linel ab, der aber primär an der Vermarktung von Ooze ein Großbritannien interessiert war und die Veröffentlichung von Drachen von Laas verzögerte.
Nach Kündigung des Vertrags übernahm Dragonware aus Geldnot Auftragsarbeiten für den Bochumer Publisher Starbyte, fühlte sich jedoch auch dort über den Tisch gezogen und gründete 1989 die Firma Attic Entertainment Software, um unter diesem Namen nicht nur als Entwicklungsstudio, sondern auch als Publisher zu fungieren. Das Team hatte zu diesem Zeitpunkt die Option, in Eigenregie als Lizenznehmer Spiele im Universum des Schwarzen Auges zu entwickeln und zu veröffentlichen. Als Anschubfinanzierung veröffentlichte Attic im Mai 1991 das bereits fertige und für mehrere Plattformen bereitstehende Drachen von Laas. Das Cover der Spielverpackung wurde von Larry Elmore gestaltet; der Kontakt kam über den deutschen Das-Schwarze-Auge-Vermarkter Fantasy Productions zustande, die Rechte kosteten Attic lediglich ca. 500 US-Dollar. Die Erstauflage von Drachen von Laas betrug laut Guido Henkel ca. 2000 Exemplare.

## Rezeption
Die deutschsprachige ASM lobte insbesondere den Parser des Spiels, der „auf fast jede Eingabe (...) eine sinnvolle Antwort“ parat habe und zahlreiche Synonyme zulasse. Das Handbuch des Spiels sei außerdem nach dem Vorbild der Infocom-Handbücher gestaltet und biete Spielern ohne Erfahrung mit dem Textadventure-Genre eine umfangreiche Einführung in selbiges. Redakteurin Martina Strack wertete, es gäbe „kein anderes deutsches Adventure, das diesen Standard erreicht“. Der Amiga Joker lobte die „recht stimmungsvollen“ Grafiken, den Parser sowie den Bedienkomfort des Spiels. In Summe sei Drachen von Laas ein „solider Adventurespaß (...) der anspruchsvollen Art“. Die Power Play lobte den komplexen Parser, die stil- und humorvolle Hintergrundgeschichte und die „detaillierte und ansehnliche“ Grafik des Spiels, kritisierte aber ausufernde Textmengen und das veraltete Spielprinzip.